# Phocoena
Phocoena je rod sviňuch, jehož zástupci se vyskytují ve vodách jižní i severní polokoule. Na rozdíl od příbuzných sviňuch z rodu Neophocaena, které nemají hřbetní ploutev, zástupci rodu Phocoena mají výraznou hřbetní ploutev různých tvarů.
Název rodu pochází z latinského phoceana či řeckého φώκαινα (phokaina), což znamená jednoduše „sviňucha“. K rodu Phocoena se řadí následují druhy:
| Obrázek | Vědecké jméno        | Běžné jméno          | Rozšíření                                                                   |
| ------- | -------------------- | -------------------- | --------------------------------------------------------------------------- |
|         | Phocoena dioptrica   | sviňucha jižní       | Cirkumpolární rozšíření v chladných subantarktických a antarktických vodách |
|         | Phocoena phocoena    | sviňucha obecná      | Chladnější pobřežní vody severního Atlantiku, Pacifiku a Černého moře       |
|         | Phocoena sinus       | sviňucha kalifornská | Severní oblasti Kalifornského zálivu                                        |
|         | Phocoena spinipinnis | sviňucha černá       | Pobřeží Jižní Ameriky                                                       |